# Битва на реке Большой Заб
Битва на реке Большой Заб (араб. معركة الزاب‎) — ключевое сражение Третьей фитны между Омейядами и Аббасидами на берегах реки Большой Заб в Ираке, состоявшееся 25 января 750 года. Победа Аббасидов положила конец халифату Омейядов, и ознаменовала начало правления династии Аббасидов, которая правила в Халифате до XIII века.

## Подготовка к битве
После поражения в Ираке халиф Марван II не сумел быстро собрать силы, сбор проходил медленно и трудно. После известия о потере Куфы он покинул Харран и переместился в Макисин на Хабуре, где пробыл месяц. Только 1 ра’би (20 октября) он двинулся к Мосул, в окрестностях которого разбил лагерь и окопал его рвом. Добор войска под Мосулом затянулся — лишь в начале 750 г. н. э. Марван покинул лагерь и двинулся в Ирак. Войска Марвана, таким образом, появились на границе в начале января 750 г. н. э. — то есть, 4 месяца спустя потери Куфы.
Хорасанское войско под командованием Абу Ауна, расквартированное в Шахразуре, поначалу так же не продвигалось к Мосулу. Абу Салама выслал Абу Ауну 3 тыс. бойцов, с которыми хорасанское войско выступило к низовьям Большого Заба. Затем уже Абуль-Аббас ас-Саффах выслал ему 5,5 тыс. воинов и назначил командующим войском своего дядю, Абдаллаха ибн Али. К этому времени Марван II уже подступал к Забу, так что Абу-ль-Аббас выслал на помощь дяде Мусу ибн Ка’ба и 30 тыс. воинов.
С прибытия Мусы б. Ка’бы 2 джумады второй (16 января 750 г. н. э.) началась непосредственная подготовка к сражению. Средневековые авторы называют различные цифры с явной тенденцией преувеличивать численность сил Марвана II (100 тыс., 120 тыс. и даже 150 тыс.) при 20 тыс. у Абдаллаха б. Али. Последняя цифра представляется близкой к действительности: 5-7 тыс. у Ауна, 7,5 тыс. упомянутых подкреплений, усиленные отрядом самого Абдаллаха.

## Ход битвы
Войска Марвана II располагались на правом берегу, Абдаллаха — на левом.
Сражение начал отряд Абдаллаха б. Али, 5 тыс. бойцов которого форсировали реку и напали на лагерь Марвана II. Бой длился до вечера; нападавшие вернулись домой при свете факелов. Как протекал этот бой, каковы потери, как нападавшие сумели поздним вечером выйти из боя и, форсировав реку, вернуться в расположение — не сообщается. В ответ Марван II навёл наплавной мост в 5 милях ниже лагеря Абдаллаха и по нему переправил отряд под командованием своего сына, Абдаллаха б. Марвана. Переправившись, последний стал немедленно окапываться, закрепляя плацдарм для остального войска.
Абдаллах б. Али направил против не успевшего ещё закрепиться передового отряда 4-тысячный отряд ал-Мухарика б. Гаффара. Не дожидаясь противника на неподготовленных позициях, Абдаллах б. Марван выслал против него отряд под командованием ал-Валида б. Му’авийи, который в упорном бою разгромил противника и захватил много пленных. Среди пленных оказался и ал-Мухарик; его и остальных доставили к Марвану II. Испугавшись унижения или казни, ал-Мухарик выдал себя за рядового воина-кайсита из Куфы и даже «опознал» среди отрубленных голов свою собственную. С наступлением ночи он бежал к своим.
Закрепляя первоначальный успех, Марван II переправил своё войско для решающего сражения 11 джумады второй (25 января). Перевес поначалу оказался на стороне сирийцев; чтобы выстоять против сирийской конницы, хорасанцы спешились и выставили копья. Понимая, что подобный строй коннице не прорвать (или прорвать, но с несоразмерно большими потерями), Марван II приказал всадникам бану сулайм спешиться и атаковать в пешем строю. Йеменцы, однако, не пожелали подчиняться прямому приказу халифа, слишком часто опиравшегося на кайситов — и отказались со словами «Предложи это сакасик!». Те, в свою очередь, указали на сакун, а сакун — на гатафан. Атака фактически сорвалась и инициатива перешла к хорасанцам.
Сирийцы не выдержали атаки хорасанцев и обратились в бегство. Предотвратить бегство, организовав его в отступление, не смог и сам Марван II — он был вынужден переправиться на другой правый берег. На мосту образовалась страшная давка; многие падали и тут же тонули. Чтобы избежать панического бегства, Марван II приказал вовсе обрубить мост. Но, даже будучи в безопасности на своём берегу, халиф не смог (или даже не попытался) собрать в своём лагере дезорганизованное войско. Не сумел он так же даже вывезти из лагеря военное имущество. С остатками войска халиф продолжил отступление по восточному берегу Тигра сначала до Мосула, а после — до Балада.

## Последствия
Мерван II бежал с поля боя, и, скрываясь от преследования Аббасидов, вернулся в Шам (Левант). Аббасиды вошли в Шам, не встретив серьезного сопротивления, а халифу Мервану II пришлось искать убежища в египетском городе Абусир. Незначительные очаги сопротивления в Сирии были подавлены Аббасидами в течение нескольких месяцев. Через несколько месяцев после битвы на реке Большой Заб Марван II был убит в Абисуре 1 или 5 августа 750 г. н. э.(55). Династия Омейядов сменилась династией Аббасидов.